# Christopher Tomlinson
Christopher George Tomlinson (ur. 15 września 1981 w Middlesbrough) – brytyjski lekkoatleta specjalizujący się w skoku w dal.
Międzynarodową karierę zaczynał w 2000 na mistrzostwach świata juniorów, podczas których uplasował się na dwunastym miejscu. Dwa lata później zadebiutował w igrzyskach Wspólnoty Narodów i mistrzostwach Europy zajmując w tych zawodach szóste lokaty. Dziewiąty zawodnik mistrzostw świata w Paryżu (2003), piąty igrzysk olimpijskich w Atenach (2004) oraz dziewiąty mistrzostw Europy w Göteborgu (2006). W swoim drugim występie na igrzyskach Wspólnoty Narodów – w marcu 2006 – zajął ponownie szóste miejsce. Nie udało mu się awansować do finału mistrzostw świata w 2007. Podczas rozegranego w 2008 w Walencji halowego czempionatu globu wywalczył srebrny medal – kilka miesięcy po tym sukcesie na odległym miejscu w eliminacjach zakończył udział w igrzyskach olimpijskich. W 2009 uplasował się na ósmym miejscu mistrzostw świata, a w 2010 zdobył brązowy medal mistrzostw Europy. W eliminacjach konkursu skoku w dal na igrzyskach Wspólnoty Narodów, na koniec sezonu 2010, uzyskał drugą odległość jednak w finale nie oddał żadnej ważnej próby. Wielokrotny medalista mistrzostw Wielkiej Brytanii (w hali i na stadionie), uczestnik meczów międzypaństwowych oraz reprezentant kraju w pucharze Europy, halowym pucharze Europy i drużynowym czempionacie Starego Kontynentu.
Rekordy życiowe: stadion – 8,35 (8 lipca 2011, Paryż), były rekord Wielkiej Brytanii; hala – 8,18 (2 lutego 2008, Stuttgart), były rekord Wielkiej Brytanii.

## Osiągnięcia
| Rok  | Impreza                                 | Miejsce    | Pozycja           | Wynik |
| ---- | --------------------------------------- | ---------- | ----------------- | ----- |
| 2000 | Mistrzostwa świata juniorów             | Santiago   | 12. miejsce       | 7,29  |
| 2002 | Igrzyska Wspólnoty Narodów              | Manchester | 6. miejsce        | 7,79  |
| 2002 | Superliga pucharu Europy                | Annecy     | 1. miejsce        | 8,17  |
| 2002 | Mistrzostwa Europy                      | Monachium  | 6. miejsce        | 7,78  |
| 2002 | Puchar świata                           | Madryt     | 6. miejsce        | 7,85  |
| 2003 | Halowy puchar Europy                    | Lipsk      | 3. miejsce        | 7,97  |
| 2003 | Halowe mistrzostwa świata               | Birmingham | el. – 11. miejsce | 7,73  |
| 2003 | Superliga pucharu Europy                | Florencja  | 5. miejsce        | 7,65  |
| 2003 | Mistrzostwa świata                      | Paryż      | 9. miejsce        | 7,93  |
| 2004 | Halowe mistrzostwa świata               | Budapeszt  | 6. miejsce        | 8,17  |
| 2004 | Superliga pucharu Europy                | Bydgoszcz  | 1. miejsce        | 8,28  |
| 2004 | Igrzyska olimpijskie                    | Ateny      | 5. miejsce        | 8,25  |
| 2004 | Światowy finał lekkoatletyczny IAAF     | Monako     | 6. miejsce        | 7,90  |
| 2005 | Halowe mistrzostwa Europy               | Madryt     | el. – 9. miejsce  | 7,85  |
| 2005 | Mistrzostwa świata                      | Helsinki   | el. – 13. miejsce | 7,83  |
| 2006 | Igrzyska Wspólnoty Narodów              | Melbourne  | 6. miejsce        | 7,96  |
| 2006 | Mistrzostwa Europy                      | Göteborg   | 9. miejsce        | 7,74  |
| 2007 | Halowe mistrzostwa Europy               | Birmingham | 5. miejsce        | 7,89  |
| 2007 | Mistrzostwa świata                      | Osaka      | el. – 16. miejsce | 7,89  |
| 2007 | Światowy finał lekkoatletyczny IAAF     | Stuttgart  | 5. miejsce        | 7,93  |
| 2008 | Halowe mistrzostwa świata               | Walencja   | 2. miejsce        | 8,06  |
| 2008 | Superliga pucharu Europy                | Annecy     | 4. miejsce        | 7,89  |
| 2008 | Igrzyska olimpijskie                    | Pekin      | el. – 27. miejsce | 7,70  |
| 2009 | Superliga drużynowych mistrzostw Europy | Leiria     | 5. miejsce        | 7,78  |
| 2009 | Mistrzostwa świata                      | Berlin     | 8. miejsce        | 8,06  |
| 2009 | Światowy finał lekkoatletyczny IAAF     | Saloniki   | 7. miejsce        | 7,85  |
| 2010 | Halowe mistrzostwa świata               | Doha       | el. – 14. miejsce | 7,75  |
| 2010 | Superliga drużynowych mistrzostw Europy | Bergen     | 3. miejsce        | 7,98  |
| 2010 | Mistrzostwa Europy                      | Barcelona  | 3. miejsce        | 8,23  |
| 2010 | Igrzyska Wspólnoty Narodów              | Nowe Delhi | –                 | NM    |
| 2011 | Superliga drużynowych mistrzostw Europy | Sztokholm  | 3. miejsce        | 8,12  |
| 2011 | Mistrzostwa świata                      | Daegu      | 11. miejsce       | 7,87  |
| 2012 | Mistrzostwa Europy                      | Helsinki   | el. – 13. miejsce | 7,84  |
| 2012 | Igrzyska olimpijskie                    | Londyn     | 6. miejsce        | 8,07  |
| 2014 | Igrzyska Wspólnoty Narodów              | Glasgow    | 5. miejsce        | 7,99  |
| 2014 | Mistrzostwa Europy                      | Zurych     | 11. miejsce       | 7,75  |